# Hernán Larraín Matte
Hernán Larraín Matte (24 de diciembre de 1974) es un abogado y político chileno. Fue profesor adjunto de la Universidad Adolfo Ibáñez, asesor presidencial del primer gobierno de Sebastián Piñera y presidió el partido Evolución Política (Evópoli) durante dos años.

## Primeros años de vida
Es el hijo mayor de  Hernan Larraín Fernández, exministro de justicia, y de Magdalena Matte, ex ministra de Vivienda y Urbanismo en el primer gobierno de Sebastián Piñera. Es hermano de los cineastas Pablo y Juan de Dios Larraín.
Estudió derecho en la Universidad de los Andes y en Universidad Finis Terrae, en la que finalmente egresó. Obtuvo un magíster en Ciencia Política de la Pontificia Universidad Católica de Chile en 2000 y un máster en Políticas Públicas de la London School of Economics (Inglaterra) en 2007.

## Vida profesional y carrera política
Trabajó como abogado en Inacap, y luego incursionó como productor cinematográfico de Fuga (2006), la primera película de su hermano Pablo.

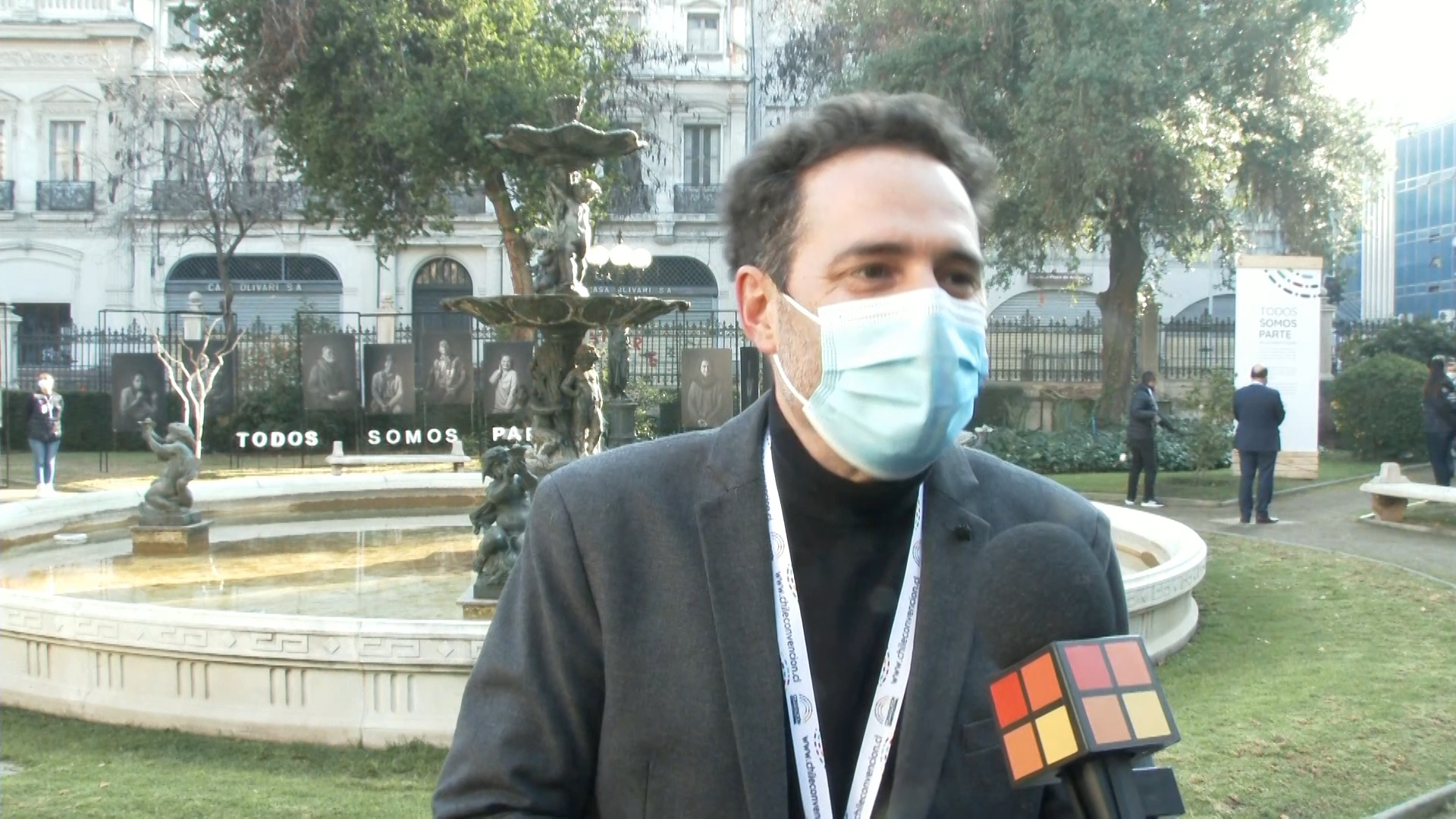
Larraín siendo entrevistado en la primera reunión de la Convención Constitucional el 4 de julio de 2021.

En 2008 fue coordinador general de márquetin de la primera campaña presidencial de Sebastián Piñera. En 2010 se inscribió en el partido Renovación Nacional y fue asesor comunicacional durante el primer gobierno de Sebastián Piñera hasta marzo de 2013, cuando se retiró para fundar el centro de estudios "Horizontal", que dirigió entre 2013 y 2015. Hacia fines de 2013, participó en la campaña presidencial de Evelyn Matthei. El 5 de mayo de 2018, fue elegido presidente de Evolución Política (Evópoli) en las elecciones internas del partido en la lista “Somos Futuro”. La directiva además estaba conformada por la secretaria general Luz Poblete, y como vicepresidentes los diputados Francisco Undurraga, Luciano Cruz-Coke, Andrés Molina, el senador Felipe Kast y la abogada Carolina Contreras. 
El 19 de julio de 2020, en plena crisis en la coalición Chile Vamos, a través de una carta formal, oficializa su renuncia como presidente de Evópoli, esperando que los presidentes de los partidos de su bloque hicieran lo mismo, lo que no sucedió. El cargo de presidente de Evópoli lo tomó el diputado Andrés Molina.
Actualmente es profesor adjunto de la Escuela de Gobierno de la Universidad Adolfo Ibáñez. Además, es vocalista del grupo musical "El crucero del sabor".
Se inscribió como candidato a las elecciones de convencionales constituyentes de 2021, en el distrito 11 (Las Condes, Vitacura, Lo Barnechea, La Reina y Peñalolén). Resultó electo en los comicios del 15 y 16 de mayo.
El 12 de abril de 2022 asumió como vicepresidente adjunto de la Convención Constitucional tras la renuncia de Raúl Celis Montt a dicho cargo.
En mayo de 2025, Hernán Larraín Matte lanzó “La derecha liberal sí existe”. El libro es un relato en primera persona de un esfuerzo colectivo por ampliar las fronteras de la derecha chilena, dejando atrás la dictadura y consolidando un proyecto comprometido con las libertades individuales, la diversidad, la competencia en los mercados y el reformismo gradual. 

## Historial electoral

### Elecciones de convencionales constituyentes de 2021
- Elecciones de convencionales constituyentes por el distrito 11 (Peñalolén, Las Condes, La Reina, Vitacura y Lo Barnechea), Región Metropolitana[9]

| Candidato                   | Pacto                          | Partido | Votos  | %     | Resultado                  |
| --------------------------- | ------------------------------ | ------- | ------ | ----- | -------------------------- |
| Marcela Cubillos Sigall     | Vamos por Chile                | ILXP    | 84 055 | 21,85 | Convencional constituyente |
| Hernán Larraín Matte        | Vamos por Chile                | Evopoli | 29 373 | 7,63  | Convencional constituyente |
| Constanza Schonhaut Soto    | Apruebo Dignidad               | CS      | 21 536 | 5,60  | Convencional constituyente |
| Constanza Hube Portus       | Vamos por Chile                | UDI     | 18 804 | 4,89  | Convencional constituyente |
| Bernardo Fontaine Talavera  | Vamos por Chile                | ILXP    | 16 745 | 4,35  | Convencional constituyente |
| Soledad Mella Vidal         | La Lista del Pueblo            | ILXT    | 12 839 | 3,34  |                            |
| Paulina Kantor Pupkin       | Vamos por Chile                | Evopoli | 12 453 | 3,24  |                            |
| Patricio Fernández Chadwick | Lista del Apruebo              | Ind-PL  | 11 886 | 3,09  | Convencional constituyente |
| Sara Larraín Ruiz-Tagle     | Lista del Apruebo              | ILYB    | 11 320 | 2,95  |                            |
| Henry Boys Loeb             | Independiente (Fuera de Pacto) | Ind.    | 11 022 | 2,87  |                            |
| Mariana Aylwin Oyarzún      | Independientes por Chile       | ILZY    | 10 690 | 2,78  |                            |
| Carolina Pérez Dattari      | Apruebo Dignidad               | RD      | 4 393  | 1,14  |                            |
| Javiera Toro Cáceres        | Apruebo Dignidad               | COM     | 4 389  | 1,14  |                            |